# Arado Ar E.581-4
Le Arado Ar E581-4 devait être un chasseur monoplace avec un fuselage en profondeur. Il devait être alimenté par un turboréacteur Hes 011 alimenté par une prise d'air divisée sous le cockpit. L'aile avait une forme de deltaplane avec des ailettes et des gouvernails doubles. Il était équipé d'un train d'atterrissage tricycle.